# 殺人現場は雲の上
『殺人現場は雲の上』（さつじんげんばはくものうえ）は、東野圭吾の推理小説。1989年8月に単行本が実業之日本社 ジョイ・ノベルスから刊行され、1992年8月に光文社文庫版が刊行された。舞台は、姉の職であるスチュワーデスから決めた。ちなみに、「しのぶ先生シリーズ」も同様の理由で舞台決定。

## 主要人物
早瀬英子（はやせ えいこ）
新日本航空のスチュワーデスで、入社試験と訓練学校の成績は首席。東大中退・才色兼備で控え目な性格・通称エー子。
藤真美子（ふじ まみこ）
新日本航空のスチュワーデスで、入社試験と訓練学校の成績は最下位。三流短大卒・肥満体質・通称ビー子。
浜中
新日本航空のパイロット・機長
小塚
新日本航空のパイロット・機長
佐藤
新日本航空のパイロット・副操縦士
北島香織
新日本航空のチーフスチュワーデス
遠藤
新日本航空の客室課長
金子博子
新日本航空の客室課首席

## あらすじ

### ステイの夜は殺人の夜
投資マニアの大学助教授夫人が絞殺死体となって発見された。容疑者は2人存在するが、どちらにもアリバイがある。

### 忘れ物に御注意ください
「ベビー・ツアー」の一行が、エー子とビー子が乗務した機内に、とんでもない忘れ物をした。赤ん坊である。新日本航空は、初めての珍事に右往左往する…。

### お見合いシートのシンデレラ
ビー子が資産家の中山に見初められた。親戚へのお披露目会にはエー子も招かれるが、何だか様子がおかしい。

### 旅は道連れミステリアス
エー子とビー子が懇意にしている和菓子屋の当主が、高級とは言いかねるシティホテルの一室で、死体となって発見された。しかも、傍らにはもうひとつの死体が。

### とても大事な落し物
エー子とビー子が乗務する機内のトイレに、遺書が落ちていた。「決行」前に落とし主を見つけ出したいが、どういうわけか、その遺書には署名がない。

### マボロシの乗客
エー子とビー子が勤務する新日本航空に、不可解な脅迫電話が掛かってきた。悪戯電話の公算が大きいが。

### 狙われたエー子
エー子が何者かに命を狙われたが、思い当たる節がない。

## 書籍情報
- 単行本：1989年8月、ジョイ・ノベルス、ISBN 4-408-50131-X
- 文庫本：1992年8月、光文社文庫、ISBN 4-334-71563-X
- 文庫新装版：2020年8月20日[1]、光文社文庫、ISBN 978-4-33-479072-1

## 外部サイト
- 殺人現場は雲の上 - 光文社